# Favolaschia
Favolaschia es un género de Fungi (hongo) de la familia Mycenaceae. El género tiene una distribución amplia, y contiene alrededor de 50 especies.

## Especies
Algunas de las especies de este género:
- Favolaschia alba
- Favolaschia alsophilae
- Favolaschia amoene-rosea
- Favolaschia andina
- Favolaschia aulaxina
- Favolaschia aurantiaca
- Favolaschia austrocyatheae
- Favolaschia calamicola
- Favolaschia calocera
- Favolaschia citrina
- Favolaschia cyatheae
- Favolaschia dybowskyana
- Favolaschia echinata
- Favolaschia fendleri
- Favolaschia fujisanensis
- Favolaschia furfurella
- Favolaschia gaillardii
- Favolaschia gelatina — Japón[1]
- Favolaschia heliconiae
- Favolaschia holtermannii
- Favolaschia intermedia
- Favolaschia lateritia
- Favolaschia mainsii
- Favolaschia manipularis
- Favolaschia meridae
- Favolaschia moelleri
- Favolaschia montana
- Favolaschia nigrostriata
- Favolaschia nipponica
- Favolaschia oligogloea
- Favolaschia oligopora
- Favolaschia pantherina
- Favolaschia papuana
- Favolaschia pegleri
- Favolaschia peziziformis
- Favolaschia pezizoidea
- Favolaschia phyllostachydis
- Favolaschia pterigena
- Favolaschia puberula
- Favolaschia puiggarii
- Favolaschia pustulosa
- Favolaschia pygmaea
- Favolaschia roseogrisea
- Favolaschia rubra
- Favolaschia sabalensis
- Favolaschia selloana
- Favolaschia singeriana
- Favolaschia sprucei
- Favolaschia subamyloidea
- Favolaschia subceracea
- Favolaschia teapae
- Favolaschia thwaitesii
- Favolaschia varariotecta
- Favolaschia violascens
- Favolaschia volkensii
- Favolaschia zenkeriana